# Лихачёв, Василий Иванович
Василий Иванович Лихачёв (1918—1940) — красноармеец Рабоче-крестьянской Красной Армии, участник советско-финской войны, Герой Советского Союза (1940).

## Биография
Родился в 1918 году в деревне Поляны (ныне — Большесосновский район, Пермский край).
Окончил семь классов школы. В 1937 году Лихачёв был призван на службу в Рабоче-крестьянскую Красную Армию. Участвовал в боях советско-финской войны, будучи башенным стрелком 398-го танкового батальона 50-й стрелковой дивизии 13-й армии Северо-Западного фронта.
8-9 февраля 1940 года Лихачёв в составе своего экипажа блокировал один из дотов «линии Маннергейма», способствовав его захвату стрелковыми частями. 10 февраля огнём башни своего танка он прикрыл подвоз сапёрами взрывчатки к надолбам и их подрыв, после чего принял участие в штурме важной высоты 48,5 восточнее оз. Муоланъярви.
11 февраля 1940 года погиб в бою.
Указом Президиума Верховного Совета СССР от 7 апреля 1940 года за «образцовое выполнение боевых заданий командования на фронте борьбы с финской белогвардейщиной и проявленные при этом отвагу и геройство» красноармеец Василий Лихачёв посмертно был удостоен высокого звания Героя Советского Союза. Также посмертно был награждён орденом Ленина.